# The Misleading Lady
The Misleading Lady (bra: Lição de Bárbaro) é um filme pre-Code estadunidense de 1932, do gênero comédia romântica, dirigido por Stuart Walker, e estrelado por Claudette Colbert e Edmund Lowe. O roteiro de Adelaide Heilbron e Caroline Francke foi baseado na peça teatral homônima de 1913, de Charles W. Goddard e Paul Dickey.
A produção é uma refilmagem do filme mudo homônimo de 1920, estrelado por Bert Lytell e Lucy Cotton, que também foi baseado na peça de Goddard e Dickey. Em 1.º de março de 1932, após a conclusão deste filme, a Paramount Pictures fechou seu conhecido estúdio em Astoria, Long Island.
A peça original e suas representações cinematográficas foram consideradas uma das origens dos delírios de Napoleão – a crença delirante de ser o próprio Napoleão Bonaparte – na mídia.

## Sinopse
Cansada de seu ambiente social, de suas atividades triviais e das fofocas tediosas, Helen Steele (Claudette Colbert) anseia por algo significativo em sua vida. Ela decide que a chave para sua elevação espiritual é se tornar uma atriz; então, ela inicia uma grande disputa para o papel principal em uma nova peça teatral escandalosa intitulada "The Siren".

## Elenco
- Claudette Colbert como Helen Steele
- Edmund Lowe como Jack Craigen
- Stuart Erwin como Boney
- Robert Strange como Sydney Parker
- George Meeker como Tracy
- Selena Royle como Alice Connell
- Curtis Cooksey como Bob Connell
- William Gargan como Fitzpatrick
- Nina Walker como Jane Neatherby
- Edgar Nelson como Steve
- Fred Stewart como Babs
- Harry Ellerbe como Spider
- Will Geer como McMahon
- Donald MacBride como Bill
- Grant Mitchell como Stephen Weatherbee

## Produção
O título de produção do filme foi "Sensation". O filme foi gravado nos estúdios da Paramount-Publix em Astoria, Long Island.